# Felix Nmecha
Felix Kalu Nmecha (født 10. oktober 2000) er en tysk-engelsk professionel fodboldspiller, som spiller for Bundesliga-klubben Borussia Dortmund og Tysklands landshold.

## Baggrund
Nmecha er født i Hamborg til en tysk mor og en nigeriansk far. Han flyttede med sin familie til England som 7-årig. Hans storebror Lukas Nmecha er også fodboldspiller.

## Klubkarriere

### Manchester City
Nmecha begyndte sin karriere hos Manchester City. Han fik sin førsteholdsdebut den 23. januar 2019 i en EFL Cup-kamp imod Burton Albion.

### Wolfsburg
Nmecha skiftede i juli 2021 til VfL Wolfsburg. Han blev her genforenet med sin storebror, som havde lavet det samme skifte fra Manchester City bare fem dage før.

### Borussia Dortmund
Nmecha skiftede i juli 2023 til Borussia Dortmund.

## Landsholdskarriere

### Ungdomslandshold
Nmecha har repræsenteret både England og Tyskland på flere ungdomsniveauer.

### Seniorlandshold
Nmecha debuterede for Tysklands landshold den 28. marts 2023.